# SD (ナチス)

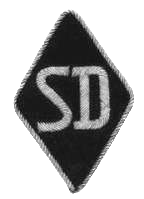
SD隊員袖章

SD（独: Sicherheitsdienst、英: Security Service）は、ナチス・ドイツの親衛隊（SS）内部におかれた情報部。日本語ではそのままSDと書くことが多いが、「親衛隊保安部」もしくは「親衛隊情報部」と訳す文献も多い。

## 歴史

### SD本部
SDは、1931年8月に親衛隊全国指導者のハインリヒ・ヒムラーと親衛隊幹部ラインハルト・ハイドリヒによってミュンヘンのナチ党本部「褐色館」（Braunes Haus）内に設置された。大英帝国秘密情報部「Secret Service（通称：MI5）」がモデルであり、当初は「IC部」と名付けられていた。大統領選挙をはさんだ1932年4月にハインリヒ・ブリューニング内閣の閣議決定によってパウル・フォン・ヒンデンブルク大統領が「ナチス党のSAとSSの禁止緊急命令」を公布し、この際に偽装のため「新聞・情報部（(Presse- und Informationsdienst、PID）」と改名した。しかし当時から親衛隊内部ではSDと呼ばれていた。
当初長官はハインリヒ・ヒムラーが兼務していたが、実務は創設当時からラインハルト・ハイドリヒが握っており、1932年7月19日にSDと改称されるとともにハイドリヒが正式にSD長官となった。親衛隊の本部（Hauptamt）の一つとなり、「SD本部」（SD-Hauptamt）が設置された。
SDの活動はナチ党でも重視されており、一般のSS隊員が無給の党活動だったのに対してSD隊員の活動には党から給与が支払われた。また他のナチ党組織に比べて高学歴の者が多く集められていたとされるが、学位が無いアドルフ・アイヒマンも採用されている。
当初は共産党や突撃隊（SA）内部の過激分子などナチ党の「敵」に対する調査を主としており、政党活動の域を出ないものであったが、1933年1月にナチス党が政権を掌握し、SDが事実上の国家機関となると諜報組織として国内外で本格的に暗躍するようになる。1934年6月9日の法令により、SDはナチ党内で唯一の情報機関と認められた。この時期にSD長官ハイドリヒはベルリンに移動し、ヴィルヘルム通り101番地のプリンツ・アルブレヒト宮殿（de:Prinz-Albrecht-Palais、隣接するプリンツ・アルブレヒト通り8番地にゲシュタポ本部が入居していた）に執務室を置いた。現在、これら一連の建物の跡地は「テロのトポグラフィー」（de:Topographie des Terrors）という博物館となっている。
1934年6月のエルンスト・レーム一派の粛清事件（長いナイフの夜事件）、1938年のヴェルナー・フォン・ブロンベルク国防相辞任事件およびヴェルナー・フォン・フリッチュ陸軍最高司令官の解任事件などにSDが深く関与している。1938年のオーストリア併合や1939年のチェコスロバキア併合の際にもSDは反ナチ派の影響力抹殺に辣腕をふるった。
プロイセン州首相ヘルマン・ゲーリングが1933年にプロイセン警察に創設したゲシュタポとは役割がかぶるため、SDとゲシュタポはしばしば反目しあったという。1934年にゲシュタポはヒムラーの指揮下に移され、1936年からは刑事警察（クリポ）と統合されてハイドリヒの保安警察にまとめられていたが、両者の役割の区別は曖昧なままで反目が続いた。そこで1937年7月1日にハイドリヒから保安警察及びSD長官（Chef der Sicherheitspolizei und des SD、略称CSSD）命令が出され、SDとゲシュタポの活動範囲が分割されることとなった。SDは党内問題、人種問題、文化問題、教育問題、外国問題、行政問題、フリーメイソンなどを専管するとされ、一方ゲシュタポはマルクス主義、移民、国事犯を専管とすると定めた。教会、世界観問題、ユダヤ人、過激派、黒色戦線（ナチス左派のオットー・シュトラッサーの分派組織）、経済問題、報道問題については共同管轄となった。SDを情報分析機関とし、ゲシュタポを執行機関とするのがこの区分命令の狙いであったと指摘されている。1938年11月11日の内務省布告によって国家の情報機関となった。

### 国家保安本部

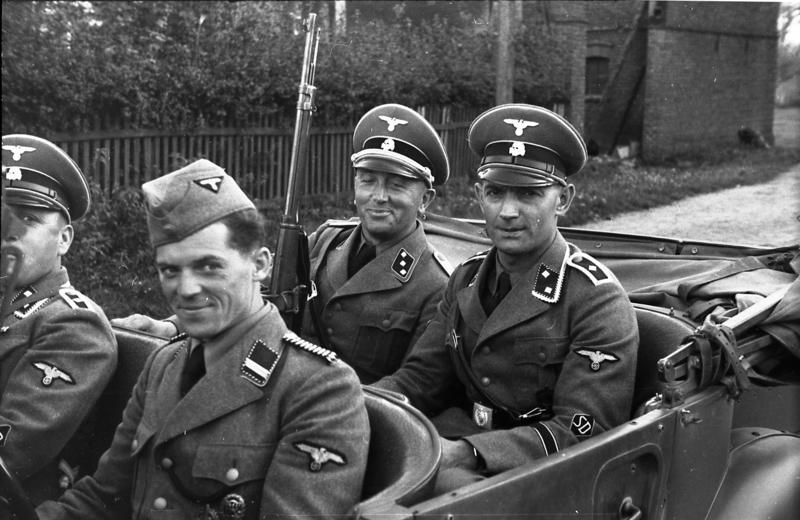
RSHAのSD隊員たち。袖にSDの袖章が見える。1939年ポーランド

さらに1939年9月にはハイドリヒを長官とする国家保安本部（RSHA）が誕生し、保安警察（ジポ）（1936年にゲシュタポは刑事警察（クリポ）と統合されてこの組織の一部となっていた。）とSDはともにこの下に組み込まれることとなった。ゲシュタポは国家保安本部第四局（反体制取締）となり、一方SDは外国諜報と国内諜報に分けられ、それぞれ第三局（国内保安局、SD-Inland）と第六局（海外保安局、Ausland-SD）となった。第三局はオットー・オーレンドルフ、第六局はヴァルター・シェレンベルクによって指揮された。
第三局のSD（国内諜報）は、ドイツ社会の状態を率直に分析し、党指導部に報告することができた。特にスターリングラード攻防戦以後ドイツの戦局が悪化してくると、敗北主義ではないかとナチ党幹部から疑われかねない報告書さえも提出するようになったという。のちにニュルンベルク裁判で局長のオーレンドルフは「SDは客観的な事実の報告を求められたため、ナチスに批判的な情報を党上層部に伝えられたライヒ内の唯一の“批判組織”だったのではないか」などと述べている。
一方第六局のSD（海外諜報）は、第二次世界大戦中、ヴィルヘルム・カナリス提督の国防軍情報部（アプヴェーア）と敵国への諜報活動の主導権をめぐって激しく争った。しかし最終的に勝利したのはSDであった。1944年2月にカナリスがヒトラーの信任を失い（そもそもカナリス自身が、ヒトラーに面従腹背の態度を取り、またクーデター計画に荷担していた）、解任されたのを機にアブヴェールは国家保安本部第六局の配下に組み入れられたのであった。なお局長のシェレンベルクは戦争後期にヒムラーとともにヒトラーに断らずに独断で和平工作を行おうとしている。
ゲシュタポ内にもSD隊員は含まれており、1939年の開戦時には20000名のスタッフ中3000人がSD隊員であった。ニュルンベルク裁判で証言したヘプナーはSDのうち90％は親衛隊出身者ではないと証言したが、188名のサンプル中115名が親衛隊出身者であると反証された。

## 組織図

### 1936年・1937年
SD長官:　ラインハルト・ハイドリヒ親衛隊中将
- I局（人事・管理）:　ヴィルヘルム・アルベルト親衛隊大佐(de:Wilhelm Albert)
- II局（国内諜報）:　ヘルマン・ベーレンツ親衛隊大佐(de:Hermann Behrends)
　　　　　　　　　　　フランツ・ジックス親衛隊少佐(1937年から)
  - II/1（敵調査）:　エーリヒ・エーアリンガー親衛隊大尉
　　　　　　　　　フランツ・ジックス親衛隊少佐(1936年末から)
    - II/11 （世界観的敵）:　ディーター・ヴィスリツェニー親衛隊少尉
      - II/111（フリーメイソン）:
      - II/112（ユダヤ人）:　ヘルベルト・ハーゲン親衛隊少尉
      - II/113（政治活動をする教会）:　アルベルト・ハルトル親衛隊大尉(de:Albert Hartl)

    - II/12（政治的敵）:　ヘルムート・クノッヘン親衛隊少尉
      - II/121（共産主義者）:　マルティン・ヴォルフ親衛隊中尉(de:Martin Wolf)
      - II/123（野党）:

  - II/2（ドイツ国民の生活問題）:　ラインハルト・ヘーン親衛隊少佐(de:Reinhard Höhn)
　　　　　　　　　　　 　　　　　　　オットー・オーレンドルフ親衛隊少佐(1937年から)
    - II/21（文化）:
    - II/22（法律と管理）:
    - II/23（経済）:
- III局（海外諜報）:　ハインツ・ヨスト親衛隊大佐

### 1938年・1939年
SD長官:　ラインハルト・ハイドリヒ
- I局 （組織統制）: 
  - I/1（本部事務局）: ヘルベルト・メールホルン（de:Herbert Mehlhorn）
  - I/2（人事）: アルフォンス・グラッツェル
  - I/3（広報および博物館）: フランツ・ジックス
  - I/4（管理）: ブルーノ・シュトレッケンバッハ
- Amt II（国内諜報）: 
  - II/1（世界観的敵）: 　フランツ・ジックス
    - II/11（世界観）: 　エーリヒ・エーアリンガー
      - II/111（フリーメイソン）: エーリヒ・ヘンゲルハウプト(de:Erich Hengelhaupt)
      - II/112（ユダヤ人）: 　ヘルベルト・ハーゲン
      - II/113（宗教的な政治潮流）: 　アルベルト・ハルトル(de:Albert Hartl)

    - II/12 （政治的敵）: 　ヘルムート・クノッヘン
      - II/121（左翼運動）: 　マルティン・ヴォルフ(de:Martin Wolf)
      - II/122（中道運動）:　 カール・ユリウス・シュトーベル(de:Karl-Julius Stubel)
      - II/123（右翼運動）: Ｈ・ザイボルト

  - II/2 (生活領域の分析):　フランツ・ジックス
- Amt III（海外諜報）: 
  - III/1 (外国諸地域):　ハインツ・ヨスト
  - III/2 (外交面の防諜):

国家保安本部統合後は「国家保安本部」の項目参照。

## 制服

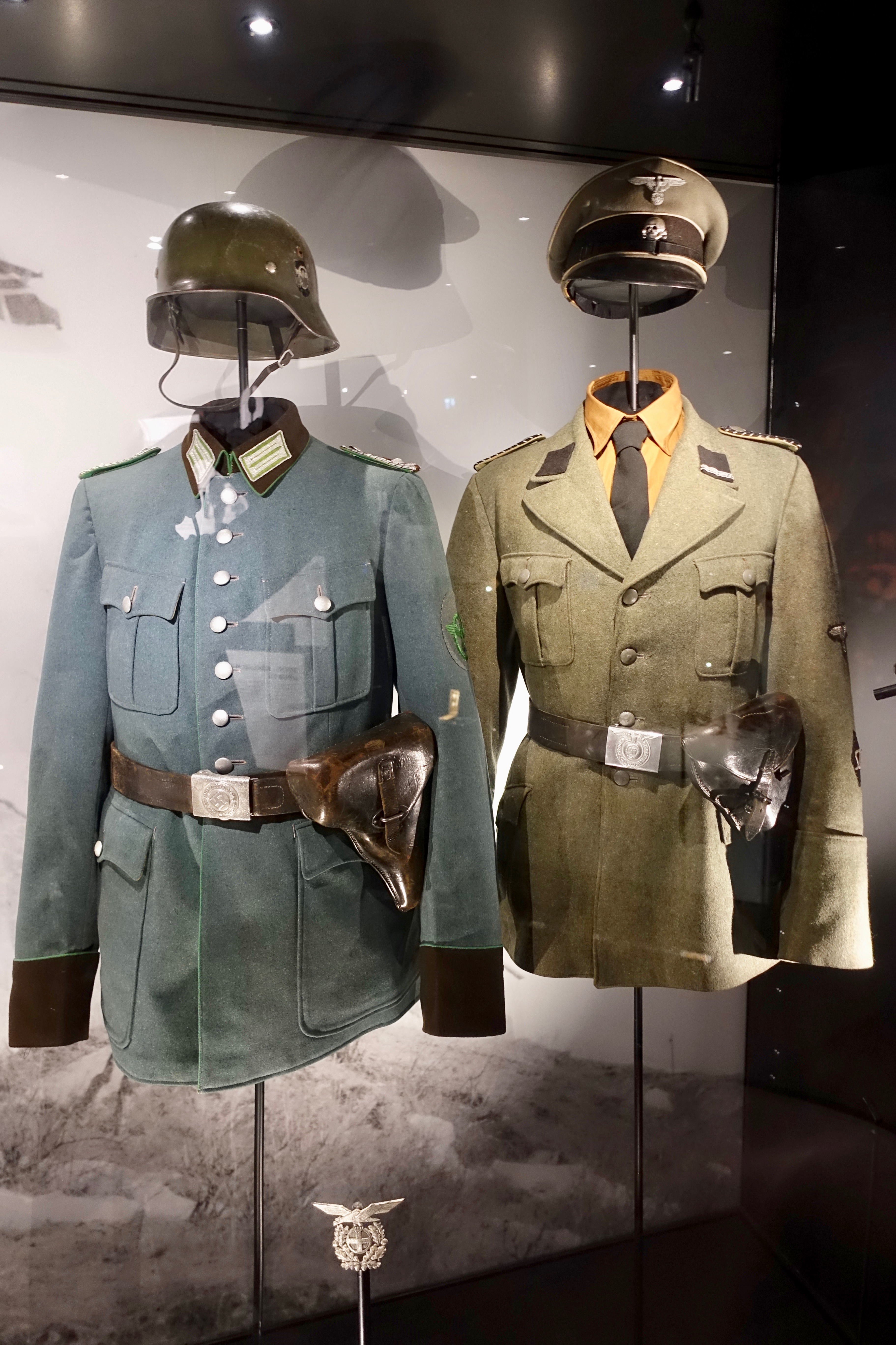
SD及び保安警察の制服（右）と秩序警察の制服（左）
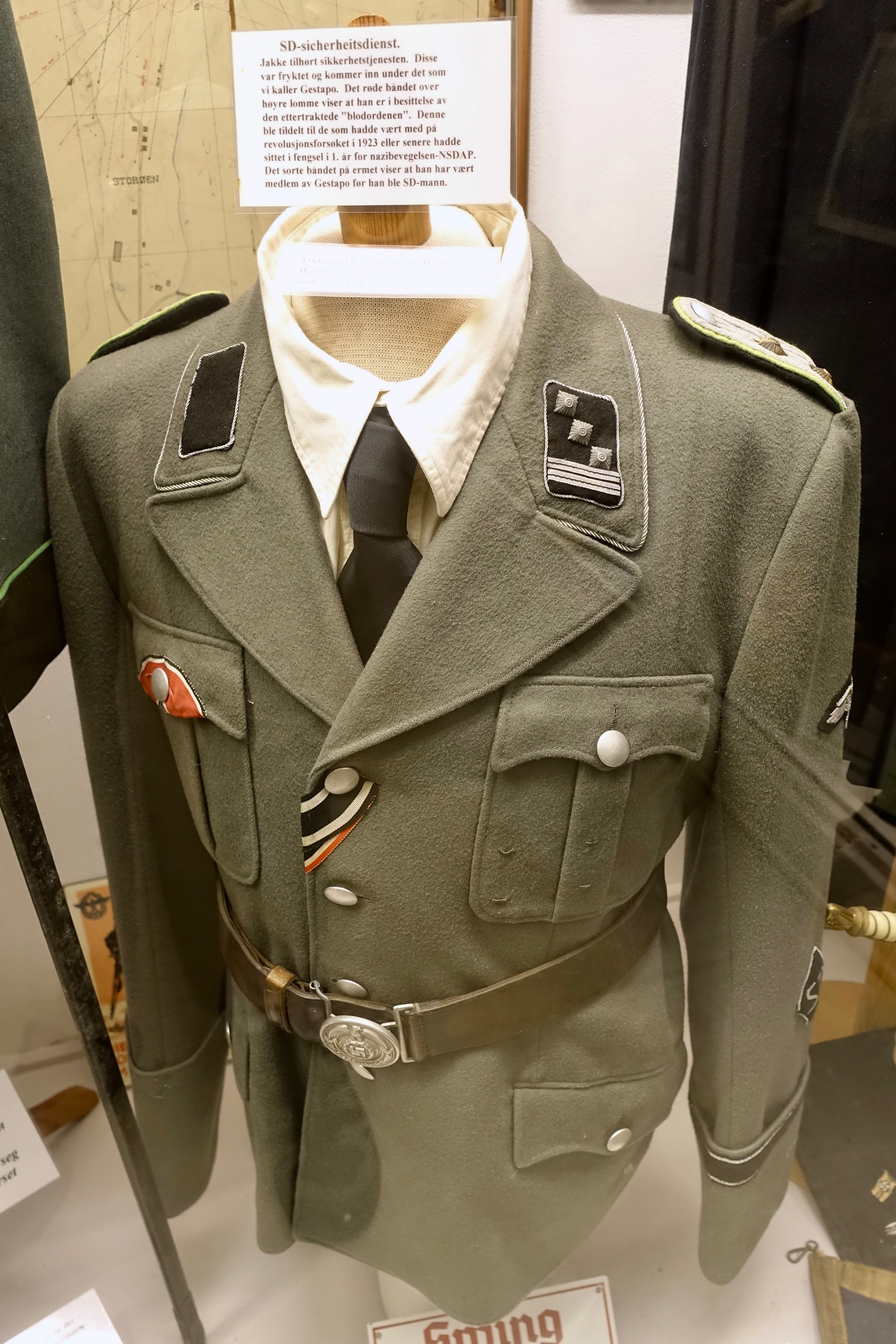
高官向けの綿製勤務服
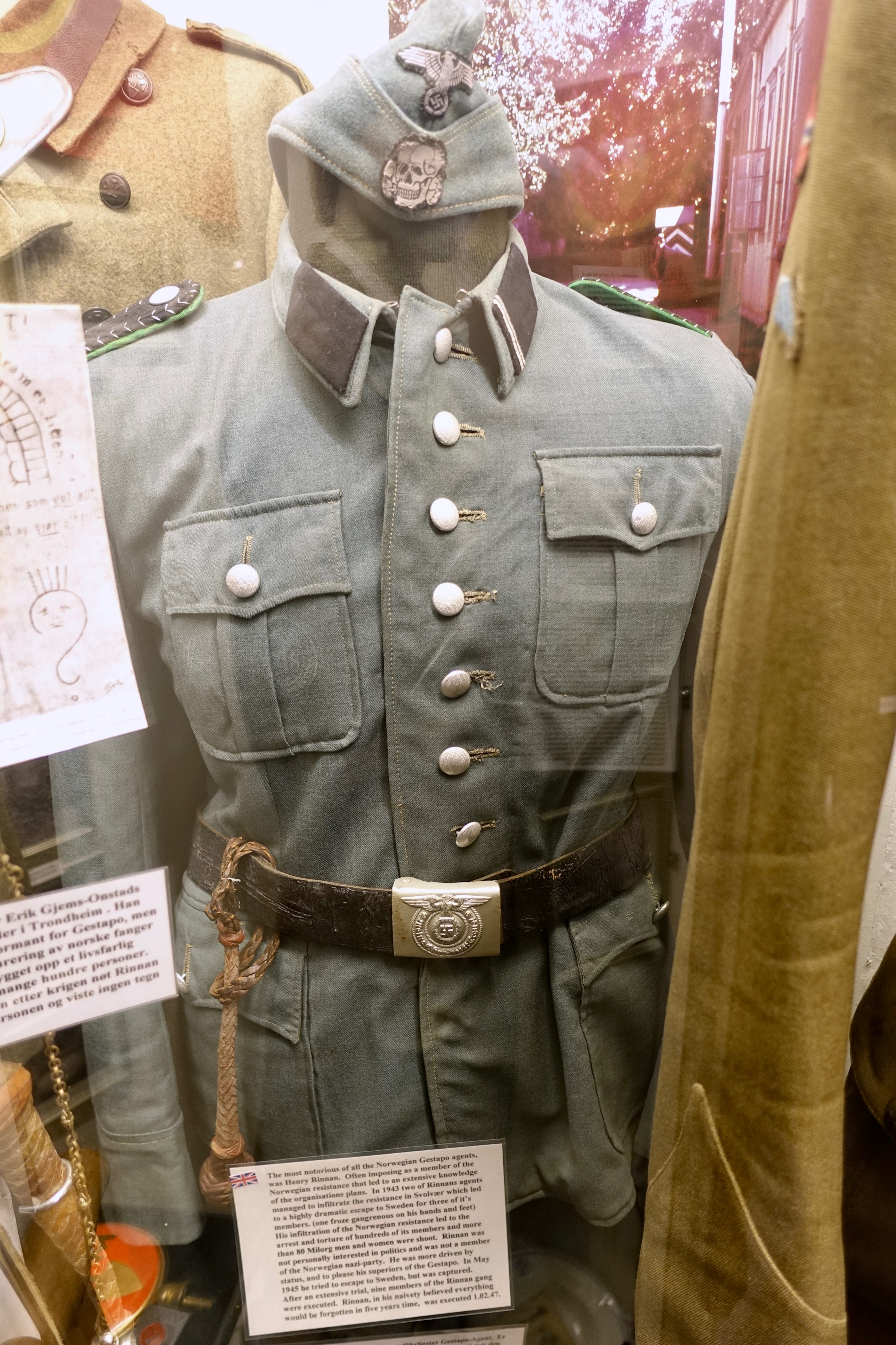
SDの野戦部隊では警察用の野戦型勤務服を用いていた。

### 階級
| 階級                                          | 相当する警察階級                             | 肩章 | 襟章 |
| --------------------------------------------- | -------------------------------------------- | ---- | ---- |
| SD最上級集団指導者 （SD-Oberstgruppenführer） | 警察上級大将 （Generaloberst der Polizei）   |      |      |
| SD上級集団指導者 （SD-Obergruppenführer）     | 警察上級大将 （Generaloberst der Polizei）   |      |      |
| SD集団指導者 （SD-Gruppenführer）             | 警察中将 （General der Polizei）             |      |      |
| SD旅団指導者 （SD-Brigadeführer）             | 警察少将 （Generalmajor der Polizei）        |      |      |
| SD上級指導者 （SD-Oberführer)                 | 警察大佐 （Oberst der Polizei）              |      |      |
| SD連隊指導者 （SD-Standartenführer）          | 警察大佐 （Oberst der Polizei）              |      |      |
| SD上級大隊指導者 （SD-Obersturmbannführer）   | 警察中佐 （Oberstleutnant der Polizei）      |      |      |
| SD大隊指導者 （SD-Sturmbannfuehrer）          | 警察少佐 （Major der Polizei）               |      |      |
| SD高級中隊指導者 （SD-Hauptsturmführer）      | 警察大尉 （Hauptmann der Polizei）           |      |      |
| SD上級中隊指導者 （SD-Obersturmführer）       | 警察中尉 （Oberleutnant der Polizei）        |      |      |
| SD下級中隊指導者 （SD-Untersturmführer）      | 警察少尉 （Leutnant der Polizei）            |      |      |
| SD特務分隊指導者 （SD-Sturmscharführer）      | 主任 （Meister）                             |      |      |
| SD高級分隊指導者 （SD-Hauptscharführer）      | 高級巡査部長 （Hauptwachtmeister）           |      |      |
| SD上級分隊指導者 （SD-Oberscharführer）       | 地区上級巡査部長 （Revier-oberwachtmeister） |      |      |
| SD分隊指導者 （SD-Scharführer）               | 上級巡査部長 （Oberwachtmeister）            |      |      |
| SD下級分隊指導者 （SD-Unterscharführer）      | 巡査部長 （Wachtmeister）                    |      |      |
| SD班指導者 （SD-Rottenführer）                | 巡査長 （Rottwachtmeister）                  |      |      |
| SD補助員 （SD-Sturmmann）                     | 巡査 （Unterwachtmeister）                   |      |      |
| SD職員 （SD-Mann）                            | 候補生 （Anwärter）                          |      |      |